# کسی برای محافظت از من
کسی برای محافظت از من (انگلیسی: Someone to Watch Over Me) نام تک‌آهنگی است ساختهٔ جرج گرشوین با ترانه‌سراییِ ایرا گرشوین که نخستین بار در نمایشِ موزیکالِ اوه، کی! در سال ۱۹۲۶ ارائه شد.
این آهنگ تا کنون بارها توسط هنرمندانِ دیگر اجرا شده است و از نغمه‌های استاندارد جاز به شمار می‌رود. فرانک سیناترا، رزماری کلونی، التون جان، شینید اوکانر، راد استوارت و سوزان بویل تعدادی از ده‌ها خواننده‌ای هستند که کسی برای محافظت از من را خوانده‌اند.